# Pyrargyrit
Pyrargyrit, antimonsilverblände, är ett sulfosaltmineral som består av silversulfantimonit och har den kemiska formeln Ag3SbS3 (innehåller cirka 60 procent silver). Den är något spröd och har en karmosinröd till svartaktigt blygrå färg. Mineralet påträffas i nära anknytning till det isomorfa proustit och kallas ibland även röd silvermalm. 
Den är nära besläktad med, och isomorf med, motsvarande sulfarsenid känd som proustit eller ljusröd silvermalm. Rubinsilver eller röd silvermalm (tyska Rotgültigerz) nämndes redan 1546 av Georgius Agricola, men de två arterna påminner så mycket om varandra att de inte helt särskildes förrän kemiska analyser av båda gjorts.
Båda kristalliseras i den ditrigonala pyramidala (hemimorfa-hemihedriska) klassen i det romboedriska systemet, och har samma grad av symmetri som turmalin. Kristaller är perfekt utvecklade och är vanligtvis prismatiska i formen; de är ofta fästa i ena änden, den hemimorfa karaktären framgår då av det faktum att de sneda strimlorna på prismaytorna är riktade mot ena änden av kristallen. Tvilling enligt flera lagar är inte ovanligt. De hexagonala prismorna av pyrargyrit avslutas vanligtvis av en låg hexagonal pyramid eller av ett drusigt basalplan.
Färgen på pyrargyrit är vanligtvis gråsvart och lystern metallisk-adamantin. Stora kristaller är ogenomskinliga, men små och tunna splitter är djupt rubinröda av genomsläppt ljus, därav namnet, från grekiskan pyr och argyros, "eldsilver" i anspelning på färg och silverinnehåll, givet av E. F. Glocker 1831 Streckfärgen är lilaröd och skiljer sig således markant från det scharlakansröda strecket på proustit och ger ett enkelt sätt att särskilja de två mineralerna. Mohs hårdhet är 2,75 och den specifika vikten 5,85. Brytningsindexen (nω = 3,084 nε = 2,881) och dubbelbrytningen (δ = 0,203) är mycket höga. Det finns ingen särskilt tydlig spaltning och brottet är konkoidalt. Mineralet förekommer i metallhaltiga ådror tillsammans med kalcit, argentiferous galena, naturligt silver, naturligt arsenik, etc. 

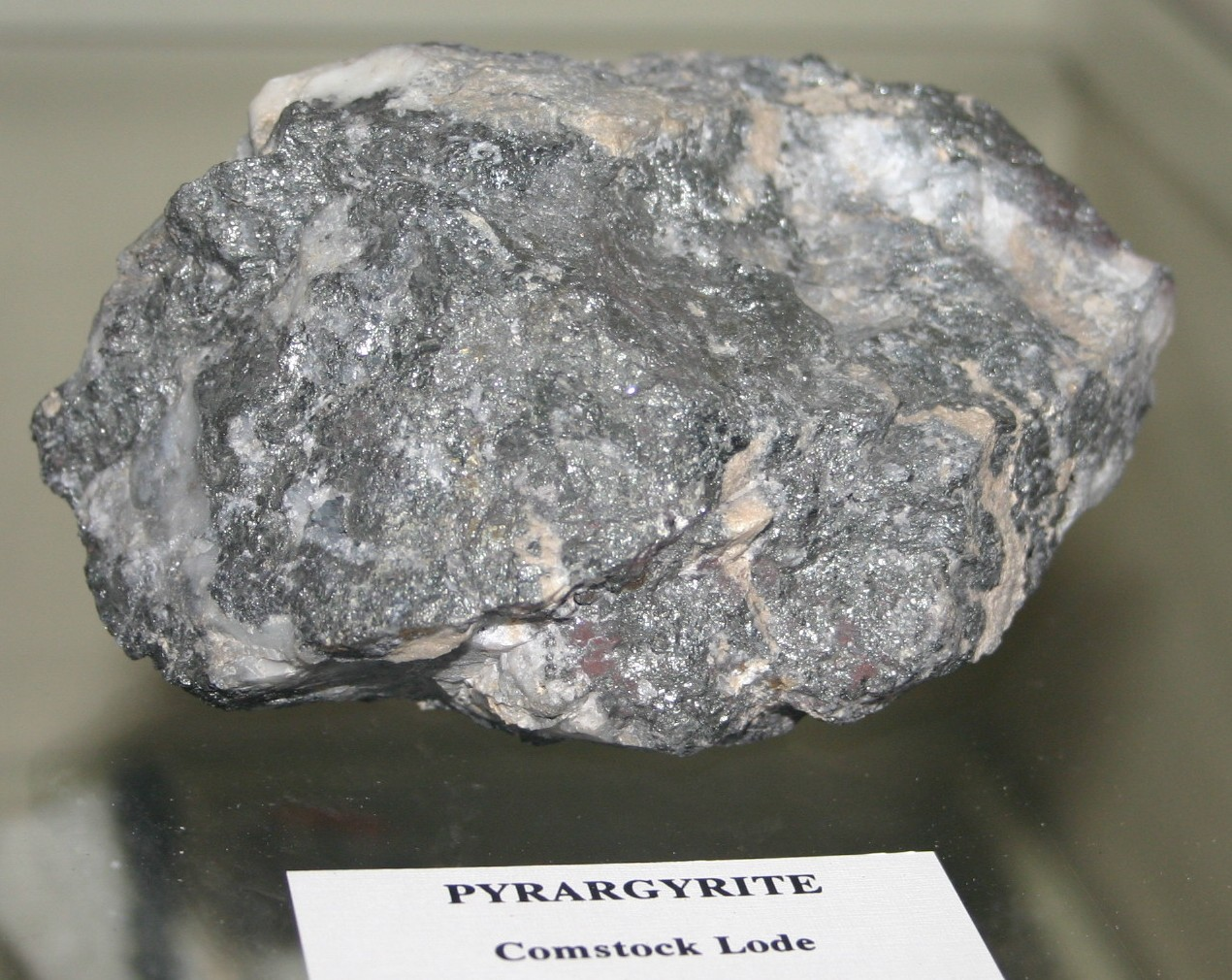
Pyrargyrit silvermalm från Comstock Lode, Storey Co., Nevada, USA

Även om de röda silvermalmerna ger ett bra exempel på isomorfism, bildar de sällan blandningar; pyrargyrit innehåller sällan så mycket som tre procent arsenik som ersätter antimon, och detsamma gäller antimon i proustit. Dimorfa med pyrargyrit respektive proustit är de sällsynta monoklina arterna pyrostilpnit eller fireblende (Ag3SbS3) och xanthoconit (Ag3AsS3): dessa fyra mineraler bildar alltså en isodimorf grupp.

## Förekomst
Pyrargyrit är ett ganska vanligt förekommande silvermineral som påträffas i Sankt Andreasberg i Harz och Erzgebirge i Tyskland, vid Kongsberg i Norge samt på flera ställen i USA, Mexiko, Chile och Peru. Svenska fyndigheter har hittats i bland annat Sala kommun och Långban.

## Användning
Pyrargyrit är ett viktigt malmmineral för utvinning av silver.